# 1878
1878 (MDCCCLXXVIII) je bilo navadno leto, ki se je po gregorijanskem koledarju začelo na torek, po 12 dni počasnejšem julijanskem koledarju pa na nedeljo.

## Dogodki
- 3. marec – Bolgarija postane neodvisna država
- Avstro-Ogrska po sklepu berlinskega kongresa zasede Bosno in Hercegovino

## Rojstva
- 9. januar – John Broadus Watson, ameriški psiholog († 1958)
- 8. februar – Martin Buber, avstrijsko-judovski filozof († 1965)
- 22. februar – Walter Ritz, švicarski fizik († 1909)
- 9. april – Marcel Grossmann, nemški matematik († 1936)
- 18. december - Josif Stalin, sovjetski diktator († 1953)
- 21. december – Jan Łukasiewicz, poljski logik, matematik, filozof († 1956)

## Smrti
- 20. marec – Julius Robert von Mayer, nemški zdravnik, fizik (* 1814)
- 25. maj – Andreas von Ettingshausen, nemški matematik, fizik (* 1796)
- 28. november – George Henry Lewes, angleški filozof in literarni kritik (* 1817)